# Josef Fill (Politiker, 1939)
Josef „Sepp“ Fill (* 16. Juli 1939 in Afing, Jenesien, Südtirol) ist ein österreichischer Unternehmer und Politiker (ÖVP) im Ruhestand. Er war von 2000 bis 2004 Landesrat in der oberösterreichischen Landesregierung.

## Kindheit und Jugend
Josef Fill kam mit seinen Eltern im Alter von acht Monaten nach St. Georgen bei Obernberg. Schon früh half der Junge in einer Wagnerei mit, später lernte er bei der Fa. Walter & Wintersteiger in Obernberg Schlosser.

## Beruflicher Werdegang
Nach seiner Meisterprüfung machte er sich 1966 als Schlosser in Gurten selbständig, anfangs auch als Tankstellenbetreiber, stellt aber bald auf Maschinenbau um. Die Firma Fill ist heute ein 800-Mitarbeiterbetrieb, ein international führendes Unternehmen für speziellen Maschinen- und Anlagenbau. 2000 übergab Josef Fill die Firmenleitung des Familienbetriebs seinem Sohn Andreas. 
Von 1990 bis 2000 stand Josef Fill zehn Jahre lang an der Spitze der Wirtschaftskammer Ried.

## Politik
Ab Anfang Juli 2000 übernahm er das Amt des Wirtschafts- und Tourismuslandesrates in der OÖ. Landesregierung. Fill, der als „politischer Vater der Therme Geinberg“, die 1998 eröffnet wurde, gilt, war maßgeblich für deren Realisierung mitverantwortlich. Die Therme wurde von den in- und ausländischen Besuchern gut angenommen und belebt die wirtschaftlich nicht sehr starke Region. 2004 zog sich Josef Fill in den Ruhestand zurück.

## Privat
Josef Fill ist verheiratet und Vater von drei erwachsenen Kindern. Er spielt seit 1988 Golf.